# Tourniquets, Hacksaws and Graves
Tourniquets, Hacksaws and Graves è un album studio del gruppo death metal Autopsy, pubblicato nel 2014 dalla Peaceville Records.

## Tracce
1. Savagery - 2:22
2. King of Flesh Ripped - 4:43
3. Tourniquets, Hacksaws and Graves - 4:03
4. The Howling Dead - 5:59
5. After the Cutting - 3:37
6. Forever Hungry - 4:40
7. Teeth of the Shadow Horde - 3:28
8. All Shall Bleed - 1:12
9. Deep Crimson Dreaming - 5:13
10. Parasitic Eye - 4:10
11. Burial - 4:35
12. Autopsy - 5:48

## Formazione
- Chris Reifert - voce, batteria; Cori (traccia 12)
- Danny Coralles - chitarra; pianoforte (traccia 9), cori (Traccia 12)
- Eric Cutler - chitarra, voce (traccia 6); Cori (traccia 12)
- Joe Allen - basso; Cori (traccia 12)

### Altri musicisti
- Don Hopper - cori (traccia 12)
- Ron Falcon - cori (traccia 12)
- Aaron Cronon - cori (traccia 12)